# Corps volontaire européen d'aide humanitaire
Le Corps de volontaires européens d’aide humanitaire est un programme créé par le règlement numéro 375/2014 du Parlement européen et du Conseil du 3 avril 2014. Sa mise sur pied était prévue par l’article 214 du traité de Lisbonne sur le fonctionnement de l'UE. Il s’inscrit dans le cadre des actions entreprises par la Direction générale de la Commission européenne responsable de l’action humanitaire, la DG ECHO. 

## Objectifs
La création du Corps de Volontaires remplit plusieurs objectifs. Le principal consiste à remplir le devoir de solidarité inhérent à l’Union européenne et à ses citoyens. Parmi les autres objectifs figurent l’amélioration de l’aide humanitaire fournie par l’Union européenne, tant en quantité qu’en qualité, la participation des citoyens dans des projets humanitaires, et l’amélioration de l’image de l’Union européenne au niveau mondial. Comme le précise le règlement, il s’agit d’« améliorer ainsi les relations internationales, projeter une image positive de l'Union dans le monde et susciter un intérêt pour les projets humanitaires paneuropéens ».

## Volontaires
Les volontaires sont éligibles selon deux conditions : une condition d’âge (minimum 18 ans) et une condition de citoyenneté. Pour cette dernière, les volontaires doivent être citoyens de l’Union européenne, ou résidents de longue durée, ou citoyens de certains pays bien définis. 
Ces volontaires sont préparés avant leur départ grâce à un programme de formation et ils ne peuvent être envoyés sur un terrain de conflit. 

## Sources